# Répartition antitropicale
Une répartition antitropicale (les alternatives incluent biantitropical ou amphitropical) est un type de distribution disjointe où une espèce ou un clade existe à des latitudes comparables à travers l'équateur mais pas sous les tropiques. Par exemple, une espèce peut être trouvée au nord du tropique du Cancer et au sud du tropique du Capricorne, mais pas entre les deux. Avec l'augmentation du temps écoulé depuis la dispersion, les populations disjointes peuvent appartenir à la même variété, espèce ou clade. La façon dont les formes de vie se répartissent dans l'hémisphère opposé lorsqu'elles ne peuvent normalement pas survivre au milieu dépend de l'espèce ; les plantes peuvent voir leurs graines se propager par le vent, les animaux ou d'autres méthodes, puis germer lorsqu'elles atteignent le climat approprié, tandis que la vie marine peut être capable de voyager à travers les régions tropicales à l'état larvaire ou en traversant des courants océaniques profonds avec des températures beaucoup plus froides qu'en surface. Pour la distribution amphitropicale américaine, il a été généralement convenu que la dispersion était plus probable que la vicariance d'une distribution précédente comprenant les tropiques en Amérique du Nord et du Sud.